# Aeroporto Internacional de Tiblíssi
O Aeroporto Internacional de Tiblíssi (em georgiano: თბილისის საერთაშორისო აეროპორტი) (IATA: TBS, ICAO: UGTB) é o maior aeroporto da Geórgia e serve a cidade de Tiblíssi.